# Laque pour cheveux
Pour les articles homonymes, voir Laque (homonymie).
 (novembre 2018).
La laque pour cheveux (aussi appelée « hair spray », ou « fixatif » au Canada) est un produit cosmétique courant qui est vaporisé sur les cheveux pour les protéger contre l'humidité et le vent. 
Les laques pour cheveux se composent généralement de plusieurs composants pour les cheveux ainsi que d'un agent propulseur.

## Ingrédient et action
Les laques capillaires contiennent les composants suivants : concentrés plastifiants, agents lustrants, des parfums, ainsi que des agents propulseurs. 

La polyvinylpyrrolidone est une composante commune de la laque qui donne de la rigidité aux cheveux.

### Concentré
La laque pour cheveux est un mélange de polymères apportant un soutien structurel aux cheveux. Il s'agit souvent de copolymères de polyvinylpyrrolidone et d'acétate de polyvinyle (PVAc). Les copolymères d'acétate de vinyle et d'acide crotonique donnent des films plus durs. Le mélange de copolymères est généralement ajusté pour obtenir les propriétés physiques souhaitées (force adhésive, moussage, etc.), à l'aide de plastifiants comme l'aminométhylpropanol, de surfactants comme le chlorure de benzalkonium et d'autres agents comme la diméthicone. 

### Propergols
Depuis l'abandon progressive des CFC (chlorofluorocarbures) dans les années 1980, les hydrocarbures sont souvent employés comme agents propulseurs. Il s'agit notamment du propane, du butane, de l'isobutane et des hydrocarbures volatiles connexes, ainsi que de mélanges de ceux- ci. Ces hydrocarbures sont de mauvais solvants pour les principes actifs tels que les polymères. Pour cette raison, de l'éther diméthylique est souvent ajouté. Il fonctionne à la fois comme propulseur et comme solvant. 

### Autres composants
Les plastifiants utilisés dans les cheveux de pulvérisation comprennent les esters de l'acide citrique et de l'acide adipique. Les silicones et les polyglycols sont également utilisés.
Le concentré ne contient qu'un petit volume de laque pour cheveux. La plupart des bidons sont remplis de solvants tels que l'isopropanol (alcool à friction) et l'éthanol.

## Histoire
Les premières laques pour cheveux ont été développées en Europe dans les années 1920. Aux États-Unis, les laques pour cheveux ont été mises au point à l'époque de la bombe aérosol dans les années 1940, et les premiers brevets décrivant des copolymères pour la coiffure ont été publiés dans les années 1940.
Aux États-Unis, l'entreprise Chase products (un fabricant d'aérosols) fut la première à commercialiser des bombes de laque, en 1948, lorsque l'industrie de la beauté découvre que les bombes aérosol utilisées pendant la Seconde Guerre mondiale en tant qu'insecticides pouvaient être employées comme distributeur de laque pour cheveux. Le produit s'est développé, a gagné en popularité et a bénéficié d’une commercialisation de masse, avec la création de coiffures et de styles associés. En 1964, il est devenu le produit de beauté le plus vendu sur le marché. 
En 1968, lors de la manifestation féministe Miss Amérique, les manifestants ont symboliquement jeté un certain nombre de produits féminins dans une « poubelle pour la liberté » (Freedom Trash Can). Parmi ces produits figurait la laque pour cheveux, citée parmi les articles que les manifestants appelaient des « instruments de torture féminins » aux côtés de vêtements perçus comme relevant d’une féminité imposée. 
Les ventes de laque ont diminué dans les années 1970, car la mode était d'avoir les cheveux lisses et lâchés. Dans les années 1980, la popularité de la laque revient alors que les coiffures plus travaillées refont surface sur la scène du glam metal. 
Avant 1979, les agents propulseurs les plus populaires contenus dans les laques pour cheveux étaient les CFC. En raison de préoccupations environnementales, ils ont été remplacés. 

## Effets nocifs
La laque pour cheveux est un produit en aérosol contenant de nombreux composés chimiques nocifs. En raison de son application en aérosol, la laque pour cheveux est extrêmement inflammable. En 1993, la FDA (Food and Drug Administration) a publié une mise en garde pour prévenir les incendies liés à la laque pour cheveux. Avant cette annonce, de nombreux incendies causés par l'utilisation de ce produit avaient été signalés. Certains composés organiques volatils se retrouvent dans la plupart des laques pour cheveux, et ont des répercussions négatives sur l'environnement. Une autre substance dangereuse que l'on trouve dans la laque pour cheveux est le formaldéhyde, un produit utilisé à des concentrations plus élevées pour préserver les échantillons de tissus, les spécimens et les cadavres. Parce qu'il est également utilisé pour tuer les moisissures et les bactéries, il est présent dans la laque pour cheveux afin d'éloigner les contaminants potentiels. Cependant, le formaldéhyde peut causer de nombreux problèmes tels que dermatites, maux de tête et maladies respiratoires. Il est également soupçonné d'être cancérigène. 